# Reinhold Rosner
Reinhold Rosner (* 1868 in Preussen; † 1937) war ein Berner Unternehmer. Er wurde aufgrund seines Projekts Gross-Bern bekannt, mit dem er die Schweizer Stadt zu einer Metropole machen wollte. 

Ein Porträt Reinhold Rosners mit Ansichten seines städtebaulichen Projekts für ein "Gross-Bern"

## Städtebauliches Projekt "Gross-Bern"
Rosner betrieb in der Berner Altstadt an der Brunngasse ein Logierhaus mit Kaffeewirtschaft und eine Nähmaschinen-Reparatur. Da er gerne Uniformen trug, erhielt er den Spitznamen "General". In den 1920er Jahren wollte Reinhold Rosner die Stadt Bern durch ein städtebauliches Projekt in eine Metropole verwandeln. Dazu investierte er viel Zeit und Geld in Pläne zu utopischen Projekten. Er engagierte eigens Zeichner, die seine Utopien visualisierten. 1926 veröffentlichte er seine fast 70 Seiten umfassende Broschüre, in der er einen neuen Bahnhof mit 21 Gleisen und weitere Projekte vorstellte, unter anderem einen internationalen Flughafen und eine große Markthalle mit unterirdischen Garagen. Rosner wandte sich mit seinen Plänen auch an den Berner Gemeinderat: Er forderte 170.000 Schweizer Franken für sein geistiges Eigentum und wollte so die Rechte an seinen Plänen der Stadt überlassen. Der Gemeinderat lehnte sein Angebot mit einigen Zeilen ab. Dennoch war Rosner bis zu seinem Tod überzeugt, dass seine Utopien die Zukunft Berns darstellen würden.

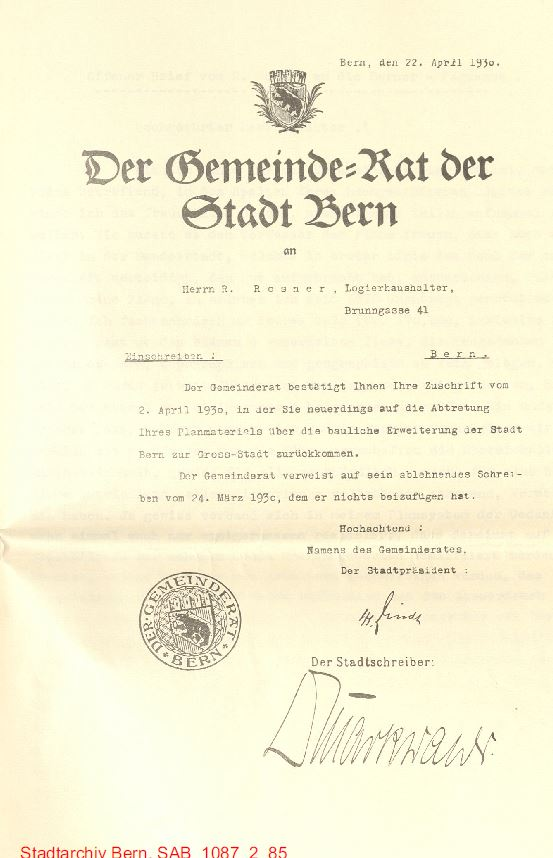
Abschlägiges Schreiben des Berner Gemeinderates an Reinhold Rosner.

Fast zeitgleich mit Rosner entwickelte Le Corbusier für Paris seine urbane Utopie Plan Voisin. Um die Wichtigkeit des Privatverkehrs zu unterstreichen, sollte der Stadtteil mit einer breiten Strasse erschlossen werden, eine Parallele zu Rosner, der den Verkehr in der Innenstadt auch ausbauen wollte.
Von Rosner Ideen ist nichts umgesetzt worden, bis auf wenige ähnliche Bauten, die im Zuge späterer Projekte entstanden. Nach seinem Tod 1937 blieb er als Berner Original in der Erinnerung der Berner.